# Димитър Генов (волейболист)
Вижте пояснителната страница за други личности с името Димитър Генов.
Димитър Генов е български професионален волейболист, център, състезател от 2016 година на ВК Сливнишки герой (Сливница).

## Биография
Генов е роден в Монтана. Завършва средно образование в ПГЕ „Христо Ботев“ в родния си град, а по-късно завършва Минно-Геоложки Университет „Св. Иван Рилски“ в София.
Започва да тренира волейбол още в най-ранна възраст, като първи стъпки прави в местния ВК Монтана (Монтана), където негов първи треньор е Ивайло Бодурски. На 19 години дебютира в мъжкия волейбол, след като през 2010 година заиграва с тима на ВК Септември Про Синема (София), където е привлечен от треньора Лучан Стоичков. Престоява в отбора до 2012 година, когато подписва с отбора на ВК Хайстер Волей-ЛТУ (София) за който играе две години. През 2014 г. става част от ВК Изгрев (Ябланица) за който играе до края на 2015 година.
През 2016 година е привлечен от бившия национал и треньор на националния тим на България по волейбол Мартин Стоев в неговия нов проект – ВК Сливнишки герой (Сливница), с който се състезава в Националната волейболна лига. Още през същата година тима спечелва промоция за професионалната Висша Волейболна лига, където играе в Сезон 2017/2018 под ръководството на опитния треньор Стоян Стоев.
На 28 октомври 2017 година, по време на двубоя с ВК Звездец от първенството на България по волейбол получава тежка контузия, скъсвайки Ахилесово сухожилие на левия си крак. Претърпява успешна операция при известния ортопед д-р Христо Мазнейков в столичната МБАЛ „Св. София“, след което преминава период на възстановяване.